# 哈氏原鯊
哈氏原鯊（学名：Proscyllium habereri，又名哈氏台湾鲨）為軟骨魚綱板鰓亞綱真鯊目原鯊科原鯊屬的一種鱼类，被IUCN列為易危保育類動物。

## 分布
本魚分布於西太平洋區，包括日本鹿儿岛、朝鮮半島、中國大陆沿海、香港、以及台灣西南岸高雄附近、越南、印尼等海域。该物种的模式产地在东京、台湾。

## 深度
水深50至100公尺。

## 特徵
本魚體細長，向後側扁，吻平扁，先端稍尖。齒側扁，有3至5個尖頭。背鰭小形，前後背鰭約等大。體側及各鰭皆灰褐色，背面約有10條褐色鞍狀斑，班間有較狹之灰色鞍狀斑；到處散布黑褐色斑點。各鰭有黑斑，臀鰭除外。體長可達65公分。

## 生態
為底棲性魚類，主要棲息在大陸棚，肉食性，以魚類、甲殼動物或軟體動物等為食。

## 經濟利用
食用魚，紅燒或做成魚丸、魚鬆。